# Ponte Vedra Beach
Ponte Vedra Beach est une communauté située en bord de mer dans le comté de Saint Johns en Floride, aux États-Unis.
Ponte Vedra abrite notamment le parcours de golf TPC at Sawgrass (en) qui est aussi le siège du PGA Tour

## Personnalité liée à la ville
Victoria Crawford, catcheuse travaillant à la WWE sous le nom d'Alicia Fox, est née à Ponte Vedra Beach.